# Biblioteca del Congreso Nacional de Chile
La Biblioteca del Congreso Nacional de Chile (BCN) es un servicio del Congreso chileno que asiste como centro de información al Senado y la Cámara de Diputados. Es una biblioteca legislativa que realiza asesorías a los parlamentarios en el campo de las ciencias sociales, el derecho, la legislación, la historia de la ley y el desarrollo social, económico, político y cultural de Chile.
Entre las responsabilidades de la BCN se encuentra el mantener y asegurar el libre acceso a la ley chilena. Asimismo, provee a los parlamentarios y a sus equipos de trabajo, de asesoría a través de minutas, informes, mesas de análisis y seminarios cerrados. Recopila recortes e información de prensa, ofrece servicios a través de diversos recursos de información, tanto electrónicos como físicos, y en su rol tradicional, ofrece el préstamo de libros.
Su actual director es el abogado Diego Matte Palacios.

## Historia

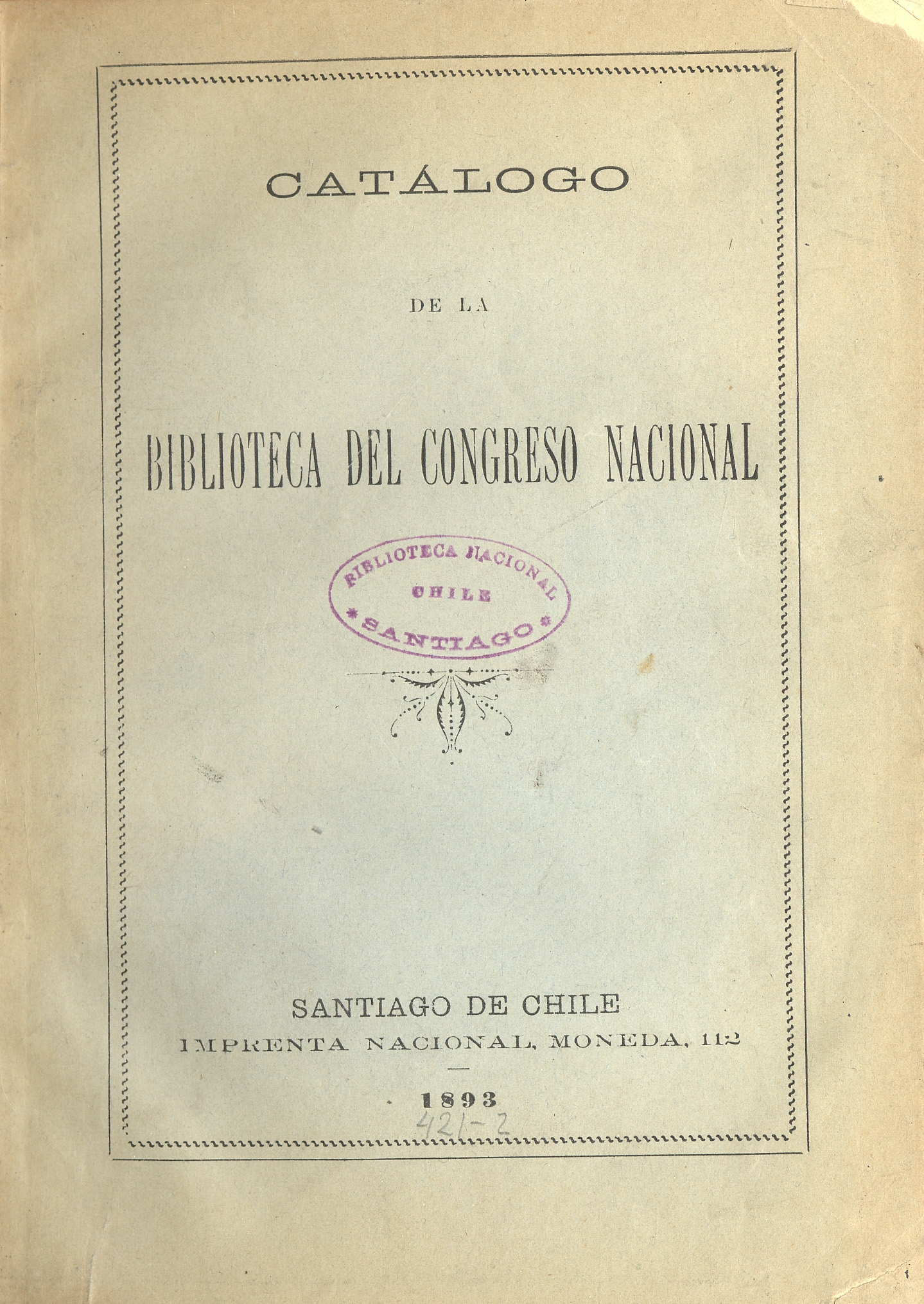
Catálogo de la Biblioteca del Congreso Nacional. Imprenta Nacional, Moneda 112, Santiago de Chile (1893).

### Orígenes y primeros directores
La Biblioteca del Congreso Nacional inició como la Biblioteca de la Cámara de Diputados, en 1882, gracias a la iniciativa, labor y aportes del entonces diputado por Petorca, Pedro Montt Montt, posteriormente Presidente de la República entre 1906 y 1910. Poco después, fue nombrada de aquel modo en la sesión de la Cámara de Diputados en 12 de junio del año siguiente. Señala el Acta, que, al igual que las siguientes citas, se transcribe con la puntuación y ortografía originales:

El señor TORO (Secretario).- El Presupuesto vijente consulta la cantidad de 1,500 pesos para fomento de la biblioteca de la Cámara, i como el señor Diputado don Pedro Montt, que actualmente viaja por Europa, manifestó en el año anterior la mejor voluntad para coadyuvar a ese mismo objeto, hago indicación en nombre de la Comisión de Policía para que se acuerde pedir esa cantidad a S. E. el Presidente de la República i se ponga a disposición del señor Montt a fin de que haga las adquisiciones de libros que sean necesarios.

El señor HUNEEUS (Presidente).- La Cámara ha oído la indicación que hace el señor Secretario, a nombre de la Comisión de Policía.
Si no hai inconveniente, se pedirán al Gobierno los 1,500 pesos que se necesitan para cumplir con el acuerdo de la Cámara.
Así se acordó.

Sin embargo, la Biblioteca del Congreso fue llamada de este modo por primera vez en la Sesión 1 Extraordinaria del Senado, en 14 de noviembre de 1883. El Acta da cuenta del trabajo de una comisión bicameral que estudiaba el Proyecto de Presupuesto presentado por el Poder Ejecutivo para el año siguiente. Al respecto, señala:

La comisión cree que sería conveniente que se refundan en una sola, las bibliotecas de ambas Cámaras, i en consecuencia propone que la glosa de este item ( 3°, de la Partida 34) se altere por la siguiente:
Para el fomento de la biblioteca del Congreso.

Inicialmente se destinaron para ésta las salas del segundo piso del edificio del Congreso en Santiago. Esta construcción que fue sede del Poder Legislativo de la República hasta 1973, se levantó entre 1858 y 1876, en el centro político de la ciudad capital de Chile.
Con relación a la construcción del antiguo edificio del Congreso, que albergó al Senado de la República, a la Cámara de Diputados y, más adelante, a la Biblioteca del Congreso, una ficha del Registro de Monumentos Nacionales del Ministerio de Obras Públicas consigna:

En 1848, el Gobierno encargó al arquitecto francés Claude François Brunet de Baines, el proyecto para el edificio del Congreso Nacional. Una ley dictada para el efecto el 8 de agosto de 1854, destina fondos para su construcción, la que se inicia en 1858 en terrenos que, antes de su expulsión, pertenecieron a los jesuitas. Fue trazada al poniente de la iglesia de la Compañía, aún en pie en esa fecha. El Gobierno encomienda la dirección de las obras al arquitecto, francés también, Lucien Hénault, en reemplazo de Brunet de Baines, fallecido en 1855. Hénault cumple este encargo hasta 1860, año en que se paraliza su construcción por carencia de fondos. A su reanudación, en 1870, la obra es dirigida por el arquitecto de gobierno, Manuel Aldunate; fue concluida en 1876...
Ficha N°53, Registro de Monumentos Nacionales, Ministerio de Obras Públicas

### Situación de otras bibliotecas públicas de la época
El estado de las bibliotecas públicas santiaguinas unos doce años antes de haberse creado la primera biblioteca parlamentaria de Chile. fue comentado por Recaredo Tornero que destacaba el valor y la riqueza del fondo bibliográfico de la Biblioteca Nacional, fundada en 1813, y que a 1871 ya contaba con unos cuarenta y dos mil textos. Luego puntualizaba sobre esta misma institución:

He aquí el movimiento de este establecimiento durante el año corrido desde el 1° de abril de 1870 hasta el 1° de abril de 1871.

Han concurrido 4.418 personas; de ellas 686 han leído obras de humanidades, 686 obras de ciencias matemáticas i físicas, 190 de ciencias médicas, 785 de ciencias legales i 172 de ciencias sagradas.

Se han adquirido 3 libros por depósito, 213 por entrega de publicaciones según la lei de imprenta, 1.240 por obsequio, i 89 por compra.
Recaredo Tornero

Más adelante, Tornero se refiere, en orden de importancia, a la biblioteca del Instituto Nacional con 9000 volúmenes; la de la Universidad (de Chile) con 5000 volúmenes; la de los Tribunales de justicia, la del Seminario y luego cuatro bibliotecas de iglesias: la de la Recoleta Domínica (unos 18 mil volúmenes escogidos), la de la Merced, la de Santo Domingo y la de la Recoleta Franciscana.
Pero en 1879, los avatares de la política chilena los monopolizaría la guerra del Pacífico librada entre Chile y los aliados Perú y Bolivia. Las urgencias del sangriento conflicto durarían hasta 1884, tras el triunfo final de las armas chilenas.
De modo que cuando en 1883, el diputado Pedro Montt se encontraba de viaje por Europa “coadyuvando” en el esfuerzo por incrementar el fondo bibliográfico de la biblioteca de la Cámara de Diputados.
Así, parte del informe de la Comisión de Policía de la Cámara de Diputados, referido a la 20.ª sesión Extraordinaria, en 20 de diciembre de 1884

Gastos extraordinarios: treinta por ciento pagado a la Compañía Inglesa de Vapores como Avería Gruesa sobre el valor de factura de cuatro cajones de libros para la biblioteca de esta Cámara, salvados del naufrajio del vapor Cordillera, quinientos sesenta í seis pesos treinta i ocho centavos; gastos de desembarque de los mismos, veintiocho pesos veinticinco centavos.
Francisco Vidal Gormaz

Ahora, con relación al buque en cuestión, Francisco Vidal Gormaz puntualiza:

Cordillera.

Vapor de la Compañía Inglesa de Navegación por Vapor en el Pacífico (R S. N. C.), procedente de Liverpool i destino a Valparaiso, con pasajeros i un cargamento surtido, su capitan Mr. F. L. Gruchy. Este buque hizo su viaje sin novedad hasta Punta Arenas de Magallanes, de donde salió a las 7. h. 30 m. p. m. del día 20 de setiembre de 1884, para encallar cuatro horas más tarde en la restinga que destaca el cabo San Isidro.

El Cordillera, varó de firme para no flotar más; pero salvaron los pasajeros i tripulantes asimismo la carga.
Francisco Vidal Gormaz

Está visto que ni la guerra ni el océano Pacífico, “ese mar que tranquilo te baña, como señala e! himno patrio de Chile, podrían contra a firme decisión del diputado Pedro Montt.
Cabe ahora precisar que el nombre completo de la institución apareció luego de a aceptación por parte del Gobierno del Presidente de la República Domingo Santa María González (1881- 1886), para destinar recursos solicitados por la Cámara de Diputados. De este modo, en el Acta de la sesión de ésta, en 20 de junio de 1885, se consigna:
“...atender los gastos generales de la Cámara de Diputados, la publicación de las actas, sesiones i fomento de la biblioteca del Congreso Nacional.”
Aquel 1885 fue un año crucial para la Biblioteca del Congreso Nacional, porque además de contar con mayores recursos, con los que se compraron más libros, incluso al librero M. Pedone Lauriel, de París, también antes, el diputado Pedro Montt propuso que se agregara al presupuesto la remuneración para un bibliotecario...
“Item 4. Sueldo de un bibliotecario. Lei de presupuestos de 1885... $ 1,000.” (Acta de Sesión 14.ª Extraordinaria, en 7 de enero de 1885, de la Cámara de Diputados).
Esta iniciativa del forjador de la Biblioteca fue aprobada en aquella ocasión por 33 votos contra 1... Hay que resaltar también que don Pedro donó parte de su propia biblioteca a la incipiente del Congreso Nacional.
Tan solo dos días después y, nuevamente gracias al empeño del diputado Montt, la Cámara de Diputados logró un acuerdo con el que se inició el intercambio de publicaciones parlamentarias (Boletines de Sesiones) con Parlamentos de otros países. Así se sumaron publicaciones de Argentina, Bolivia, Brasil, España e Inglaterra.
En agosto, un informe de la Comisión de Policía de la Cámara de Diputados, relativo a gastos generales de ésta, indicaba:
“suscripción a revistas i publicaciones estranjeras i adquisición de útiles para la misma biblioteca del Congreso...” 454,72 pesos. (Sesión en 22 de agosto de 1885).
Y un poco antes, el 24 de julio de 1885, asumió aquel bibliotecario cuyo sueldo se puntualizó arriba. Fue el abogado don Manuel Lecaros Reyes, quien se convertiría en el primer Director de la Biblioteca del Congreso Nacional (aunque a la época este cargo no existía, de aquí en adelante a los bibliotecarios jefes se les llamará así).
Del director Lecaros, corresponde señalar que en 1943, cuando la Biblioteca cumplía sesenta años, salió publicada en la prensa de Santiago solo una pequeña nota que recordaba su fallecimiento a la temprana edad de 39 años, el 1°de julio de 1901.
El segundo director de la Biblioteca del Congreso fue el tesista de la carrera de Derecho, Arturo Alessandri Palma. Se desempeñó como bibliotecario, entre los años 1890 y 1893. Debe destacarse que le correspondió el período de la guerra civil de 1891, que enfrentó al Poder Ejecutivo y al Poder Legislativo, durante la Administración del Presidente de la República José Manuel Balmaceda Fernández (1886-1891), quien resultó derrotado y del cual el director Alessandri era opositor.
Cuatro años después, Alessandri comenzaba su carrera política siendo elegido diputado por Curicó, en el centro agrario del país, culminando como Presidente de la República (lo sería entre 1920-1925, y en la segunda oportunidad: entre 1932 y 1938).
En relación con el paso de Arturo Alessandri por la Dirección de la Biblioteca, (antes había trabajado como empleado en la Biblioteca Nacional) en una entrevista hecha por el escritor Armando Donoso, en 1921, (Alessandri ya ejercía a Presidencia de la República), señaló lo siguiente:
“...después de dos años de desempeñar este puesto, se abrió un concurso para proveer el de bibliotecario en la librería del Congreso Nacional. Me presenté entre los 25 o 30 candidatos y nos disputamos el puesto en el certamen que se abrió al afecto con mi querido amigo Luis Orrego Luco. La Comisión de Policía de la Cámara de Diputados y del Senado debió resolver el asunto y yo triunfé por un voto, que fue el de don Vicente Reyes.

“En verdad, trabajé en la Biblioteca del Congreso un poco más que en la Nacional, porque sentía el peso único de la responsabilidad sobre mi y, en la realidad, puede decirse que me correspondió a mí la formación de esa Biblioteca, que era muy incipiente cuando yo me hice cargo de ella. Se había nombrado para fiscalizar los actos del bibliotecario, por la Comisión de Policía de la Cámara, al entonces diputado por Petorca, don Pedro Montt, que me distinguió siempre con pruebas reiteradas y distinguidas de afecto que, desgraciadamente, no guardaron armonía con nuestras relaciones cuando fue Presidente de la República...”

Continuó, entonces, a Arturo Alessandri,  Adolfo Labatut Bordes, desde 1893 hasta 1931. El nuevo encargado de la Biblioteca había nacido en 1869 y, luego de realizar sus estudios en el colegio de los Padres Franceses de Valparaíso, cursó estudios de Leyes en la Universidad de Chile, aunque no se recibió.
Alessandri, refiriéndose a su reemplazante, señalaba:
“Era mi ayudante mi querido y buen amigo Adolfo Labatut. Yo trabajé mucho para que él se quedara con el puesto: lo conseguí y, si la vida ha tenido tantos vaivenes, agitaciones y cambios de rumbos para mi, él en cambio continúa pacíficamente en su puesto, ilustrándose siempre y prestando el concurso de su inagotable buena voluntad cuando algún amigo o algún congresal llega por casualidad al retiro de esa biblioteca, que es una de las mejores y más completas de Sud América”.
Al finalizar don Arturo su gestión como Director, en 1893, la Biblioteca pudo disponer de un primer catálogo de su fondo bibliográfico, realizado por el joven Labatut y con la valiosa colaboración de los diputados Pedro Montt —por cierto— y Abraham Gacitúa, parlamentario por Ancud, Chiloé.
Pero, en 1895, Labatut, ya en el cargo de director, vio a la Biblioteca ser consumida por un gran incendio. Al respecto se refiere el historiador Gonzalo Vial:
“Físicamente Senado y Cámara continuaron en el mismo lugar: la manzana enmarcada por las calles Catedral, Compañía, Bandera y Morandé... pero no en el mismo edificio.
Pues el de Brunet de Baines fue víctima, el 18 de mayo de 1895, de un voraz incendio —iniciado en el sector de Morandé— y quedó casi totalmente destruido, con todo su alhajamiento, la Biblioteca íntegra y gran parte del archivo (el del Senado completo). Los cuerpos legales debieron separarse y sesionar en sedes improvisadas...
…La reedificación demoraría quince años, suplementándose el ítem primitivo por sucesivas leyes (1897, 1899, 1900 —dos veces—, 1901, 1907, 1908...) en una suma total superior a 1.250.000 pesos.
Fue ocupándose por partes según el edificio se reconstruía. El terremoto de 1906, sin embargo, produjo nuevos desperfectos.
A continuación, se transcribe lo que en esa oportunidad publicó la prensa. El diario El Ferrocarril de Santiago, del domingo 19 de mayo de 1895, en su primera página titulaba:

“El INCENDIO del Edificio del Congreso Algunos Datos Históricos.- El Mobiliario.- La Biblioteca.- Otros Detalles.”

Luego de informar sobre la historia del edificio, construido inicialmente, como se señaló, por el arquitecto francés Claude E de Brunet de Baines y a las múltiples y valiosas pérdidas materiales provocadas por el incendio del día anterior, se refiere a la Biblioteca del Congreso en los siguientes términos:
“La Biblioteca del Congreso venía formándose desde hace ocho o diez años y era, a la fecha, una de las más valiosas e interesantes que poseía la República.
Anualmente el presupuesto consultaba fondos para su incremento y había logrado establecer un servicio de canjes con los parlamentos de los principales países del mundo, lo que permitía adquirir una cantidad de publicaciones del mayor interés y que habría sido bien difícil proporcionarse por otro camino.
La biblioteca tenía libreros, en correspondencia con ella, en París, Londres, Berlín, Leipzig, Madrid y Nueva York, que se apresuraban a enviarle los catálogos de las publicaciones más recientes y más interesantes y, en vista de ellas, se hacían periódicamente los encargos de libros. En derecho civil, público e internacional, economía política, historia política y parlamentaria y en muchos otros ramos, difícilmente podría en Santiago hallarse otra biblioteca más rica y que estuviese en posesión de lo más moderno publicado en Europa y Estados Unidos.
Además, la biblioteca, desde hace algunos años, estaba suscrita a los más acreditados diarios y revistas del mundo. Semestralmente se encuadernaban estas publicaciones y formaban una riquísima colección que será bien difícil adquirir de nuevo.
Lo mismo acontece con publicaciones oficiales del país y del extranjero, que la biblioteca poseía en abundancia. En sus estantes se hallaban las colecciones completas de los debates de las Cámaras inglesa, francesa, española, italiana, norteamericana y las de casi todos los países sud-americanos. Todo esto costará bastante reponerlo, si es que logra conseguirse.
El número de volúmenes encuadernados que tenía la biblioteca pasaba de doce mil. A la rústica había también una cantidad mui crecida, formada principalmente con los canjes recibidos de otros parlamentos.
De todo este valioso tesoro es mui poco lo salvado: nada más que algunos centenares de libros, truncos, medio quemados y mojados.
Entre las reparaciones que se hacían en el Congreso figuraban precisamente el ensanche de la Biblioteca, pues era ya estrecho el local que ocupaba. En el piso alto iban a habilitarse dos grandes salones más, que había desocupado la Dirección de Obras Públicas con el objeto de dejarla en tales condiciones de comodidad y holgura que sirviera no solamente a los miembros del Congreso sino al público.”
Superadas las urgencias provocadas por el incendio del 18 de mayo, resulta encomiable la constancia y el trabajo que debió desplegar el director Labatut, quien se dio a la prolongada y paciente tarea de volver a reunir el fondo bibliográfico de la misma.
Al respecto, Gonzalo Vial resume los aportes económicos fiscales que recibiera la Biblioteca después del incendio:
“Tampoco fue olvidada la Biblioteca del Congreso Nacional (...). Se le asignaron repetidamente fondos suplementarios, v. gr. en 1895(6.000 pesos), en 1898(4.000 pesos), 1899 (8000 pesos), etc. El año 1900, su planta era de un bibliotecario, dos oficiales auxiliares y un portero, con sueldos anuales de, respectivamente, tres mil, mil doscientos, y seiscientos cuarenta y ocho pesos.“
No deja de ser interesante tener presente que la existencia de esta institución es un verdadero prodigio, ya que tal vez sea la única biblioteca parlamentaria del mundo en la que parte de su material bibliográfico haya sobrevivido a guerras, naufragios, incendios y terremotos, en sus ya 120 años de historia.
Antes de continuar, hay que detenerse en 1910, año en que el ya muy enfermo Presidente de la República, don Pedro Montt M., (fallecería el 16 de agosto de aquel año, antes de finalizar su mandato constitucional) apenas alcanzó a pronunciar el que sería su último Mensaje Presidencial a a Nación, el 1° de junio de ese año, desde la testera del Salón de Honor del edificio del Congreso Nacional, recién concluido en sus reparaciones, y donde ya funcionaban el Senado, la Cámara y la Biblioteca, que él mismo impulsó a formar en 1883. La entrega final del edificio se concretaría a mediados de 1910.
Además de distraer importantes fondos, tiempo y personal en reparar las instalaciones de la Biblioteca, don Adolfo Labatut se abocaría metódicamente a la confección de catálogos con el registro del material bibliográfico. Ya se mencionó el primero de 1893 realizado en su época de ayudante de don Arturo Alessandri, y hay que agregar el catálogo de 1902, solo siete años después del incendio, lo cual demuestra su eficiencia en la reconstrucción patrimonial. Asimismo, fue el primer Director en introducir un sistema de clasificación bibliográfica, y así lo da a entender en el Prefacio de su tercer catálogo de 1920-1921:

“Por ello, no hemos pretendido efectuar clasificación científica alguna; no encontramos, tampoco, modelo que imitar; sólo hemos adoptado las divisiones que nos han parecido más usuales en los diversos órdenes de conocimientos. Únicamente nos han guiado consideraciones de utilidad práctica, el propósito de entender lo mejor posible la necesidad de conocer las obras que sobre las diversas materias que aquí existen”.

Inmediatamente a continuación, don Adolfo se acerca a definir por primera vez la labor de una biblioteca parlamentaria como la que dirige:

“Es preciso tener presente que esta es una Biblioteca destinada, principalmente, a facilitar los estudios legislativos y, en general, los estudios de las ciencias sociales”.

Por último Labatut, quien con la honestidad intelectual que lo caracterizó, al reconocer que el trabajo de clasificación de obras exigía conocimientos muy superiores a los que él poseía, en su mismo trabajo citado, se aproxima al número de ejemplares que ya tenía la Biblioteca del Congreso Nacional:

“Debido al afán de hacer una obra útil para los aficionados al estudio, no nos ahorramos esfuerzos; por eso tratamos de conocer las obras que forman el acervo de esta Biblioteca —cuyo número de volúmenes se acerca a cincuenta mil— a fin de clasificarlas en la división que les correspondía”.

Pero en los años en que don Adolfo dirigía la Biblioteca y ordenaba la publicación del tercer catálogo en que —como se destacó— ya la enmarcaba como una Biblioteca al servicio del Poder Legislativo, las aguas habían vuelto a agitarse en este. vAsí, en 1920 asumió la Presidencia de la República su exdirector, don Arturo Alessandri P. cuya candidatura fue levantada como una solución frente a la grave crisis social, económica y política que vivía Chile, como consecuencia, en gran medida, del derrumbe de la minería del salitre en el norte de país.
Así, don Arturo que impulsaba desde el Gobierno un vasto programa de reformas laborales, observó como sus proyectos legislativos eran rechazados por un Senado mayoritariamente opositor que continuaba con estériles prácticas parlamentaristas. En medio de a efervescencia política, en septiembre de 1924, don Arturo renunció al mando, retornándolo seis meses más tarde. Muchas de las reformas laborales fueron aprobadas finalmente y Alessandri, despidiéndose del cargo promulgó, en septiembre de 1925, una nueva Constitución política para el país.
En medio de una permanente tensión social, en diciembre de aquel año asumió la Presidencia de la República don Emiliano Figueroa L., aunque quien verdaderamente ejercía el poder era su ministro de guerra y luego Vicepresidente, coronel Carlos Ibáñez del Campo que, finalmente, asumiría en 1927 el sillón presidencial, tras la renuncia del Mandatario.
Ibáñez, sin disolver el Congreso, logró que este resultara compuesto por parlamentarios afines y gobernó así férreamente hasta 1931, en una gestión que concretó importantes reformas en el plano laboral y administrativo del país, pero que no pudo evitar el descontento popular por la represión política y por la “Gran Depresión” mundial de fines de la década de los 20 que afectó fuertemente la economía de Chile.

### Jorge Ugarte y la consolidación de una biblioteca al servicio del parlamento (1931-1968)
A fines de los años veinte, la ciudad de Santiago, con poco más de medio millón de habitantes, se extendía entre la avenida Vicuña Mackenna, la avenida Matta, la Quinta Normal y el antiguo barrio de la Chimba, al lado norte del río Mapocho. Por aquellos años, la energía eléctrica ya iluminaba las vitrinas y las noches de la ciudad e impulsaba a los tranvías que, paulatinamente, fueron reemplazando en las calles de la ciudad a los carros “de sangre” tirados por caballos. En esa época, el joven Jorge Ugarte Vial estudiaba derecho en la Universidad Católica de Chile y, en esas circunstancias, conoció la Biblioteca del Congreso Nacional, institución que dirigiría por casi cuatro décadas.
Jorge Ugarte nació en la ciudad de Buenos Aires, Argentina, el 27 de julio de 1903. Fue hijo de José María Ugarte Ovalle y Carmela Vial Carballo quienes formaron una prolífica familia. Jorge era el menor de diez hermanos. Su padre se desempeñaba como cónsul general de Chile y por estar al servicio diplomático del país, constitucionalmente su hijo tuvo la nacionalidad chilena.
A los cinco años de edad retornó al país, como se hacía en la época, en el ferrocarril trasandino que unía las ciudades de Los Andes en Chile y Mendoza en Argentina. Como la línea férrea aún no estaba concluida, una parte del viaje la hizo a lomo de mula. En Santiago, estudió en los colegios La Salle, de los Hermanos de las Escuelas Cristianas y San Ignacio, de la Compañía de Jesús, para ingresar posteriormente a la Escuela de Derecho de la Pontificia Universidad Católica de Chile, titulándose de abogado en el año 1927.
En las salas de la Biblioteca del Congreso Nacional investigó el material con el cual redactaría el tema de su memoria de prueba: El Comodato. Paralelamente, le correspondió asesorar a la Comisión de Reforma de las Leyes Sociales, que dio como resultado la promulgación del primer Código del Trabajo de la legislación nacional, el 13 de mayo de 1931, durante el Gobierno del Presidente Carlos Ibáñez del Campo. Este fue el decreto con fuerza de ley N.º 178, dictado así, como otras leyes, por las facultades que el Congreso otorgó al Ejecutivo para legislar a través de ese tipo de normativa.
Por su trabajo en el seno de la Biblioteca, el joven Ugarte tuvo la ocasión de conocer a su director Adolfo Labatut Bordes, quien desempeñaba el cargo desde 1893, y a quien sucedió durante el transcurso del convulsionado año 1931. Ese año, el país vivía una importante crisis económica y social. El Gobierno del Presidente Ibáñez experimentaba un alto grado de impopularidad debido a la crisis económica derivada del derrumbe bursátil estadounidense de 1929. El descenso de las exportaciones y, por ende, de los ingresos fiscales, contrajo la economía y los salarios, junto con altos niveles de cesantía. La ciudadanía protestaba en las calles; los universitarios, por su parte, se tomaron la casa central de la Universidad de Chile; los médicos, a su vez, fueron a la huelga en solidaridad con los estudiantes, mientras, paros y huelgas de distintos gremios públicos y privados se extendían por el país.
La Biblioteca, por estos años, contaba con solo ocho funcionarios en su planta: un bibliotecario jefe de la Oficina, cargo que ocupó Jorge Ugarte; un jefe de la Sección Ciencias Sociales, que debía ser abogado; un subjefe de la Sección General; un oficial; un dactilógrafo; un mayordomo; un portero y un ascensorista. A través de los años y, mediante sucesivas leyes, como se verá, la planta de funcionarios de la Biblioteca fue incrementándose progresivamente.
De regreso al contexto nacional, cabe señalar que luego de renunciar, el presidente Ibáñez entregó provisoriamente el poder al Presidente del Senado, Pedro Opaso Letelier. El 27 de julio del año 1931, el General Ibáñez salió al exilio rumbo a Argentina.
Luego de un período de inestabilidad institucional que se prolongó todo el año 1932, asumió la Presidencia de la República, electo por segunda vez, Arturo Alessandri.
Las convulsiones políticas que experimentó el país no afectaron al recién designado director don Jorge Ugarte. Al asumir en el cargo y como las obras que constituían el tondo bibliográfico estaban clasificadas sin rigurosidad, don Jorge estableció un nuevo catálogo con el objeto de subsanar esa grave deficiencia. En esa ímproba labor demoró cinco años y, con ello, la Biblioteca modernizó su sistema de atención mejorando la rapidez con que se atendían los pedidos y evacuaban las consultas. Para esto introdujo el sistema de Clasificación Decimal Universal (CDU), ampliamente utilizado en el mundo para clasificar material bibliográfico.
Consecuente con el sistema establecido, dispuso don Jorge que se construyeran los anaqueles empotrados a los muros de la sede central de la Biblioteca, para el depósito del material bibliográfico. Asimismo, en 1937, emprendió la labor de crear diversos catálogos-diccionarios, por medio de un sistema de fichas, que no existían en otras bibliotecas, con el objeto de facilitar el trabajo a los parlamentarios. Algunos de esos catálogos han desaparecido, pero otros existen hasta el día de hoy e incluso se han automatizado:
a) Catálogo de legislación nacional
b) Catálogo de leyes extranjeras
c) Catálogo del material contenido en las Memorias del Ministerio de Relaciones Exteriores
d) Catálogo de Labor Parlamentaria, con referencia a los Boletines de Sesiones del Congreso Nacional, donde se registraría cronológicamente el trabajo de los parlamentarios
e) Catálogo de Historia de a Ley, igualmente con referencia a los Boletines de Sesiones, que da cuenta de los diversos trámites en la formación de ley, sean originados por un mensaje del Ejecutivo o por una moción parlamentaria. Este se publicó en tres volúmenes, en 1950, con el nombre de Historia e Índice de las Leyes
f) Catálogo de artículos de revistas
g) Catálogo de las doctrinas de los fallos de los Tribunales de Justicia, que han sido publicados por la Editorial Jurídica de Chile con el título de Repertorio General de la Legislación y Jurisprudencia Chilena. Esta obra ha sido por años el texto de derecho de mayor éxito editorial en el país.
Esta ardua labor y el prestigio de quienes trabajaban en y para la Biblioteca hicieron que su nombradía fuera reconocida tanto en el país como en el extranjero. Esto se tradujo en un aumento notable en su planta del personal. En octubre de 1940 —ya inaugurado el período de los gobiernos liderados por Presidentes radicales (llamados así por el partido político al que pertenecían y que lideraba las coaliciones, el Partido Radical)— se publicó la ley N.º 6.627 que aumentó a quince la dotación de funcionarios de la Biblioteca y cinco años más tarde, mediante la ley N.º 8.283, los funcionarios llegaban a cuarenta y dos.
Las modificaciones que se efectuaban en la Biblioteca estaban insertas en los cambios que vivía el país. El presidente de la República don Pedro Aguirre Cerda fue elegido en 1938 con la consigna Gobernar es educar”. Para ello aplicó un ambicioso programa educacional, que se expresó en la construcción de más de un millar de escuelas básicas y la apertura de tres mil cargos para nuevos profesores. Al año siguiente creó la Corporación de Fomento de la Producción, cuyo objetivo fue el desarrollo de la economía nacional en diversas áreas. Esta voluntad de Estado —que se mantuvo por las siguientes tres décadas— orientada a fortalecer la institucionalidad pública, sin duda favoreció las iniciativas e inquietudes que don Jorge Ugarte implementó en la Biblioteca, tanto en la infraestructura, como en los recursos que requirió para dotar de nuevo personal a la institución, así como en proyectos mayores como se verá más adelante.
En 1943, en la iglesia parroquial de Viña del Mar, don Jorge se casó con doña Blanca Godoy Ossa, formando una familia de cuatro hijos: Jorge, al año siguiente del enlace; José Joaquín, en 1944; Francisco Javier, en 1949 y Manuel José, en 1953.
En 1945, el entonces nuevamente senador y expresidente Arturo Alessandri, y el presidente de la Cámara de Diputados, Juan Antonio Coloma, escucharon atentamente los argumentos entregados por don Jorge Ugarte con el objetivo de fundar, en conjunto con la Facultad de Derecho de la Universidad de Chile, la Editorial Jurídica de Chile. En 1947, el presidente de la República Gabriel González Videla promulgó la Ley N.º 8.737 que creó esta importante casa editora nacional, a partir de la iniciativa del Director de la Biblioteca del Congreso Nacional.
En el artículo primero de dicha ley se indica que la Editorial tiene como fundadores a la Facultad de Ciencias Jurídicas y Sociales de la Universidad de Chile y a la Biblioteca del Congreso Nacional. En el artículo tercero de la citada disposición se señala que la dirección y administración estarán a cargo de un Consejo compuesto de nueve miembros integrado en la siguiente forma: por el Decano de la Facultad de Ciencias Jurídicas y Sociales de la Universidad de Chile que lo presidirá; por dos profesores designados por dicha facultad; por dos representantes del Senado y por dos de la Cámara de Diputados, elegidos en una sola votación unipersonal; por el presidente del Centro de Derecho de la Universidad de Chile y por el director de la Biblioteca del Congreso Nacional, que actuará de secretario.
Por iniciativa de don Jorge, la Editorial Jurídica se transformó rápidamente en gran centro editor, ya que el financiamiento quedó establecido en el artículo 4° de la ley mencionada: “Todas las multas por infracciones a leyes, decretos leyes, decretos con fuerza de ley, reglamentos u ordenanzas municipales, deberán pagarse con un recargo de un diez por ciento en relación a su monto neto, sin incluir los intereses en dicho recargo. Esto se hará efectivo en el momento de enterarse el monto de las multas en arcas fiscales, semifiscales o municipales e ingresará al patrimonio de la Editorial Jurídica de Chile”.
Así, Jorge Ugarte Vial no solo fundó, sino que fue gerente general y miembro del Consejo de la Editorial Jurídica —entidad que creó en 1956 el sello Andrés Bello para comercializar obras literarias y científicas— hasta su retiro a fines de los años sesenta.
En 1948, el director Ugarte fue invitado durante tres meses por el Departamento de Estado de los Estados Unidos, a insinuación del académico Lewis Hanke, director de a Hispanic Foundation, quien, tras conocer los catálogos que Ugarte había creado, puso en conocimiento de ello a Luther Evans, bibliotecario de The Library of Congress. En dicha Biblioteca tomó contacto con el Departamento de Referencias Legislativas a quien proporcionaría informes sobre las metodologías con que se habían confeccionado los referidos catálogos. Ellos fueron acompañados de los respectivos modelos de fichas que se usaban en la Biblioteca.
Más tarde comprobó don Jorge —según lo asevera en una carta que envió al Parlamento, con motivo de su retiro— que tarjetas similares a las de su creación se utilizaban en The Library of Congress, pues así aparecía en un folleto titulado “Legislative Reference Service”, publicado en Washington, en 1950.
Dada la calidad de las técnicas desarrolladas en la Biblioteca, Evans propuso que Jorge Ugarte fuera designado miembro del Comité de Expertos Internacionales encargado de pronunciarse sobre la planificación de la Biblioteca de las Naciones Unidas, en reemplazo del historiador peruano Jorge Basadre, quien no pudo concurrir, y en calidad de único representante de América Latina. Esa labor la desempeñó en Lake Success, Nueva York.
Al regresar a Chile se dieron los primeros pasos para la organización de la sección Recortes de Prensa, que se estableció definitivamente el año 1950. La información recogida y seleccionada de la prensa nacional permite hasta hoy en día apoyar el trabajo del Parlamento en el ámbito de sus tres labores: legislar, fiscalizar y representar.
Poco después, Ugarte Vial concibió la creación de una sección denominada Indización de la Prensa que procesaba y resumía la información publicada en los diarios capitalinos y más tarde en la revistas, con catálogos por nombres de personas naturales y jurídicas y por materia.
Sin embargo, su mayor logro lo constituye el catálogo legislativo, por orden numérico y cronológico, en cuyas fichas se registraban todas las derogaciones, modificaciones, alcances y reglamentos que ha sufrido cada uno de sus preceptos con indicación precisa de la disposición legal que afecta a cada norma legal. Para esto, se propuso contar con información legislativa extraída del Diario Oficial y de los Diarios de Sesiones de ambas Cámaras junto con la identificación por número y materia de leyes y decretos publicados en el país. Igualmente se continuó con el procesamiento de fichas incorporadas al configurado catálogo alfabético referencial, con exacta referencia y registro permanente de la gestión desarrollada, desde 1811, por los parlamentarios y consignando la participación del Presidente de la República y los Ministros de Estado en el Congreso Nacional.
Junto a lo anterior se dio inicio a la investigación y publicación en una primera etapa, de la historia de leyes sin número, como asimismo, la recopilación de los datos más circunstanciados posibles, que permitieran recuperar información sobre la historia fidedigna de la ley, ya con numeración (ordenamiento que sucedió a partir de 1893).
Estos catálogos se complementaban con otro que permitía la búsqueda por materias, abarcando todas las disposiciones legales que se han dictado y que puede permitir las posibles derogaciones tácitas que se hubieran producido. Estos catálogos se comenzaron a informatizar desde el año 1985, dando a la Biblioteca del Congreso Nacional un carácter único entre los centros de investigación jurídica del país.
El Repertorio de Legislación y Jurisprudencia chilenas, fue una de las obras más importantes que emprendió Ugarte Vial. Ha sido reeditado innumerables veces y abarca la mayoría de los Códigos así como sus leyes complementarias. El primer tomo de esta extensa obra se publicó en 1953 y correspondió al Código Civil, los compiladores de esa edición fueron el propio Ugarte Vial, Antonio Vodanovic, Víctor Loewenwarter y Sergio Insunza B.
En 1955 se editaron los tomos correspondientes al Código de Comercio; su recopilación y redacción perteneció a Víctor Loewenwarter, revisado por Raúl Varela Varela y el Código Penal que tuvo como redactores a Víctor Loewenwarter y Roberto Sánchez Z. Recopiladores fueron el citado Loewenwarter y Aurelio Barros Lastarria, lo revisó el profesor Miguel Schweitzer y actualizó la legislación y agregó los fallos posteriores a la revisión, el profesor Gustavo Labatut Glena, hijo de Adolfo Labatut, antiguo director de la Biblioteca. Con el tiempo se agregaron nuevos códigos y hasta ahora se ha reimpreso innumerables veces.
Tanta actividad hizo necesario aumentar nuevamente a planta del personal de la Biblioteca por medio de la ley N.º 11.764 de 1954, promulgada por el presidente Carlos Ibáñez,  nuevamente en la primera magistratura —ahora electo democráticamente— creando seis cargos, entre ellos la jefatura de la sección catalogación y referencias bibliográficas y el de jefe de la sección control. Más de medio centenar de funcionarios conformaban en la época la planta del personal de la Biblioteca.
Uno de los proyectos más queridos de Jorge Ugarte fue la Enciclopedia Chilena, cuyo objetivo era la descripción de todos los aspectos del país en los órdenes cultural, histórico, biográfico, científico y de recursos naturales. Las investigaciones se iniciaron a fines de los años cuarenta, encabezadas por el propio director Ugarte. Esta ambiciosa obra —que dado su elevado costo, no alcanzó a publicarse— contó con la colaboración y la investigación de distinguidos intelectuales, de los más diversos ámbitos del saber nacional. Solo como referencia habría que mencionar que cuando se decidió terminar con el proyecto, en 1971, tras más de 20 años de labor, contaba con unos 120 mil artículos, que abarcaban veinte mil páginas. Los archivos, mapas, fotos, papeles y legajos reunidos en esta monumental tarea se encuentran en dependencias de la Biblioteca del Congreso.
Además, en su gestión, la institución —en su calidad de biblioteca parlamentaria— fue designada como depositaria oficial de la documentación surgida de la Organización de las Naciones Unidas, desde 1946; de la Organización de Estados Americanos, desde 1948 y de la, por entonces, Comunidad Europea, desde 1958.
A fines de los años sesenta, durante el Gobierno del presidente Eduardo Frei Montalva y mientras en la Biblioteca se comenzaban a producir importantes cambios —en sintonía con las transformaciones que el país entero experimentaba—, Jorge Ugarte Vial estimó concluida su labor y decidió retirarse.
El renunciado Director, en sus casi 40 años de servicios, había pasado por distintos tipos de regímenes políticos que fueron dando forma al país y a una sociedad que incorporaba paulatinamente nuevos actores sociales al desarrollo y la política. El Parlamento fue protagonista de esta evolución y sus miembros aportaron desde sus posiciones al desenvolvimiento institucional y al desarrollo socioeconómico. Don Jorge asumió, hemos visto, con un alto grado de compromiso las urgencias que su época le demandó con una imaginación e iniciativa inéditas, modernizando la Biblioteca del Congreso y dialogando con otras realidades mundiales trayendo nuevas tecnologías y llevando experiencias propias, valoradas al nivel de ser adoptadas por otras bibliotecas parlamentarias.
Sin embargo, la gran labor desarrollada por Ugarte Vial no pudo ser posible sin la colaboración de un equipo de notables colaboradores, entre quienes destacaron José Zamudio, bibliógrafo e investigador literario: Víctor Loewenwarter, doctor en Derecho de a Universidad de Colonia, quien llegó a Chile huyendo del Holocausto, exégeta en derecho comparado; Abraham Valenzuela, jefe de la sección jurídica, en los años 40 y 50, quien subrogaba a don Jorge y Antonio Vodanovic, quien se desempeñó como jefe de la Sección Ciencias Políticas, Sociales y Económicas, autor de numerosas obras jurídicas, conocedor cabal de la legislación y jurisprudencia nacional.
Paradojalmente, Jorge Ugarte Vial jamás tuvo en propiedad el cargo de Director de la Biblioteca. Durante su conducción, oficialmente, según las diversas leyes, tuvo el título de Bibliotecario Jefe de la Oficina. Solo en el artículo primero de la ley N.º 17.801 de noviembre de 1972, se creó el cargo de Director.
En los 120 años de historia de la Biblioteca del Congreso Nacional, jamás en el hemiciclo del Parlamento chileno se había realizado un homenaje a uno de sus directores. Ello sucedió en el otoño de 1969, cuando en el Senado de la República, el 22 de abril, se galardonó la trayectoria de don Jorge Ugarte Vial.
Antes se había distinguido a Arturo Alessandri Palma, quien también dirigió la Biblioteca, pero ese honor se le otorgó por haber llegado, entre otros cargos, a la Primera Magistratura.
El homenaje lo inició el senador Rafael Agustín Gumucio, del Partido Demócrata Cristiano, quien, en parte, expresó: “La Biblioteca del Congreso Nacional, considerada hoy día como una de las más completas y modernas de Latinoamérica, particularmente en la especialidad jurídica, le debe mucho a don Jorge Ugarte Vial, desde que ocupó el cargo de Director, en 1931. A él se deben las innovaciones que cambiaron la característica tradicional de toda la Biblioteca; la introducción de modernos sistemas, tales como los catálogos de leyes chilenas, de leyes extranjeras, de los artículos de revistas, de la prensa diaria y de los debates parlamentarios. Todas ellas fueron reformas que dieron categoría dinámica a la vieja Biblioteca”.
A continuación, el senador del Partido Radical, Humberto Aguirre Doolan pidió la palabra y, entre otras consideraciones, señaló: “Los Senadores de estas bancas queremos sumarnos al reconocimiento que al Congreso y, en especial, al Senado de la República merece el ejemplar funcionario que ha sido el señor Ugarte. En mi caso particular, en el largo lapso en que me ha correspondido actuar en el Parlamento, como miembro de la Cámara joven y, después, del Senado, he podido apreciar que siempre que se le han solicitado sus servicios, el señor Ugarte Vial ha estado presto a concurrir entusiastamente con su talento, con su cultura, con su hombría de bien, en fin, con todo cuanto caracteriza a un hombre que puede calificarse, repito, de funcionario ejemplar”.
Enseguida, tomó la palabra el senador del Partido Nacional Julio von Mühlenbrock que, en parte de su discurso, dijo: “Ecuánime, caballeroso, espiritual, idealista, recto en el cumplimiento de sus funciones, son términos que se ajustan perfectamente a la personalidad de este sobresaliente funcionario. Pero sobre todo merece alabanzas por el idealismo, el fervor, la mística que puso al servicio de una iniciativa que aún muchos chilenos no comprenden: el comenzar —a pesar de la dificultad que esa obra significa— en la ejecución de una enciclopedia de nuestra patria, que ha de tener un valor extraordinario, no sólo para el conocimiento de lo que es Chile sino, incluso para el desarrollo de nuestra nación, porque el concepto enciclopédico representa el concepto de universalidad y avanza en esa obra a pasos agigantados. Y para nosotros, los chilenos, que aún no maduramos como nación, el que uno de nuestros conciudadanos sea el primero en América Latina en penetrar en ámbitos que pertenecen a las viejas culturas, constituye una demostración tal de desarrollo, madurez y capacidad intelectual que, es de toda lógica darle el respaldo y —más aún— el agradecimiento de este Senado”.
Algunos días más tarde, en el hemiciclo de la Cámara de Diputados, José Manuel Isla Hevia, parlamentario del Partido Demócrata Cristiano, pidió la palabra y, en algunos párrafos de su intervención, manifestó: “Señor Presidente, esta tarde quiero rendir homenaje a un muy antiguo funcionario que sirvió al Parlamento -la Cámara de Diputados y el Senado- desde la Biblioteca del Congreso Nacional (...) En los años que me ha correspondido actuar aquí, en el Parlamento, como Diputado, he sido testigo de la labor encomiástica que desempeñó como Director de la Biblioteca. Indudablemente fue él quién organizó la estructura fundamental de esta entidad del Congreso hasta hacerla adquirir el grado de adelanto, desarrollo y buen nombre que en la actualidad tiene”.
Así concluía don Jorge Ugarte una brillante trayectoria en la dirección de la Biblioteca del Congreso Nacional, lugar que había conocido casi medio siglo antes mientras era estudiante de Derecho y leía en sus salones.
Pero la infatigable labor de Ugarte Vial no cesó tras su salida de la dirección de la Biblioteca del Congreso Nacional. Años antes que fuera aprobado el Decreto Ley N°600 (1974), sobre Inversión Extranjera, don Jorge preparó un texto sobre la materia.
En la introducción, efectuó un esbozo de su visión del futuro del país: “Chile, por imperativo de la naturaleza, está destinado a lograr un gran desarrollo sobre la base de la industria pesada que le ofrece perspectivas insuperables. En efecto, el hecho de ser su territorio una faja larga y angosta que se extiende entre la Cordillera de Los Andes y el Océano Pacífico, hace que sus ríos y esteros, debido a su gran desnivel, generen potenciales hidroeléctricos, muchas veces de enorme importancia. Estos potenciales, al ser captados, pueden aprovecharse en la explotación integral de los depósitos de minerales y de más recursos ubicados a escasa distancia de la costa, si para ello se establecen los complejos industriales, factorías y medios de transporte necesarios para beneficiar, fundir, refinar, elaborar a bajo costo y transportar productos y subproductos de gran número de metales y substancias minerales y de una apreciable variedad de maderas: mercaderías que el país podría exportar y despachar a los mercados de consumo a muy bajo costo, valiéndose del transporte marítimo, que es el más económico de todos los conocidos. Asimismo, la industrialización y exportación en gran escala de los productos y subproductos de a pesca y de la caza marina son actividades que ofrecerían extraordinarias ventajas a Chile.
Esa era la visión prospectiva del desarrollo económico de Chile que tenía Jorge Ugarte Vial, quien falleció en Santiago, en febrero de 2001, a la edad de 97 años.
Como testimonio de su trayectoria en la Biblioteca del Congreso, la sala que contiene los “Libros Raros y Valiosos”, situada en el antiguo edificio del Parlamento, en Santiago, lleva su nombre.

### Procesos de continuidad y cambio en la Biblioteca (1969-1990)

#### La gestión de Isidro Suárez Fanjul (1969-1974)
En 1969, el senador Salvador Allende Gossens ejercía la Presidencia del Senado y, por derecho propio, la presidencia de la Comisión de Biblioteca, integrada además por el presidente de la Cámara de Diputados y el director de la Biblioteca del Congreso. En esas circunstancias, el senador manifestó su interés por generar un mayor acercamiento de los servicios de la Biblioteca del Congreso a los parlamentarios y a la función legislativa. Con este propósito, promovió la reorganización de sus funciones y de su estructura organizativa a través de una Comisión Especial de Reestructuración y Organización de la Biblioteca del Congreso, integrada por personalidades altamente representativas del campo de la Bibliotecología y de la Información.
Paralelamente a la creación de la Comisión, Jorge Ugarte se acogió a jubilación y fue nombrado en su reemplazo el arquitecto y destacado intelectual Isidro Suárez Fanjul, con el objetivo de llevar a la práctica las recomendaciones de la Comisión Reestructuradora. Sobre la base de lo realizado por don Jorge Ugarte Vial, cuya larga gestión aportó las herramientas que distinguieron a la Biblioteca como Parlamentaria y la instituyeron como una imprescindible fuente de registro y conservación de la historia política del país, Suárez motivó un proceso de reflexión para “plantear e investigar el sentido y la proyección de la Biblioteca”, generándose una rica discusión acerca de la misión del principal actor y usuario a quien la Biblioteca debe servir, el parlamentario, sin por ello descuidar el acceso a su riqueza bibliográfica por parte de todo ciudadano que así lo requiera. Señalaba, al respecto:
“(Las) tareas primordiales de la Nación definen un contenido de problemas y soluciones ante los cuales el legislador debe plantear, escoger y decidir con conocimiento, con previsión, con adecuación real y con imaginación creadora. Para lo cual requiere la capacidad del juicio justo en materias que no siempre son de su especialidad. Esta labor es facilitada en alto grado por la información de las experiencias y el saber de otros hombres. Este saber es recogido en forma susceptible de consulta por la documentación bibliográfica. Por lo cual la Biblioteca de Congreso debe ampliar su registro para recoger e incrementar las materias básicas que iluminan este saber y sus disciplinas respectivas.
La Biblioteca de Congreso deberá perfeccionar las herramientas que actualmente fabrica para el trabajo del legislador (Catálogos de Leyes, Decretos, Historia de las Leyes, Labor Parlamentaria, Archivo de Recortes de Prensa, etc.) y fabricar nuevas herramientas que se estimen necesarias.
Además, deberá construir instrumentos susceptibles de informar adecuadamente sobre la experiencia y saber del mundo entero. Estos instrumentos los deberá trabajar un Centro de Información Documentada que, de un modo permanente y riguroso intelectualmente, provea de una información consistente de los problemas y soluciones que la ecúmene ofrece.
Así tenemos que la Biblioteca del Congreso deberá completar su trabajo bibliotecológico esencial con los métodos más modernos y más factibles en una racionalización que ya se está llevando a cabo, con un Centro de Información Documentada y un Centro de Estudios, prosiguiendo su labor de entregar herramientas al legislador y completarla proporcionándole instrumentos captadores de la realidad mundial.
Y, por último, “in specie aeternitas” (porque una biblioteca vive más que los hombres que en ella trabajan) está la condición misma de servicio de esta Biblioteca, que se dirige al potencial legislador por lo cual ella es educadora en un amplio sentido, dinamizando el saber acumulado a través de su acción a toda la comunidad: acción permanente, sensible y rigurosa, abierta y específica, liberadora de la miseria de la ignorancia y fomentadora de la riqueza cultural”.
Dentro de las conclusiones de la Comisión, que trabajó en subcomisiones específicas, cabe destacar aquellas que se referían a los aspectos técnicos y al diagnóstico de la capacidad instalada, de la idoneidad y capacidad de los funcionarios para cumplir con las funciones requeridas y de las facilidades que para ello brindaba el mobiliario, estanterías, lugares de trabajo y en general las condiciones que permitían una óptima atención de público. Agregó un estudio básico para formular las recomendaciones que se refirieron detalladamente no solo a las funciones a desarrollar con sus respectivas tareas y metodologías, sino al perfil de los funcionarios que debían contratarse en el apoyo a a función legislativa. Con respecto a esto último, junto a la concepción de la Biblioteca como un Centro de Información Documentada, recomendaba la Comisión la creación de un grupo de trabajo de estudios específicos sobre materias aprobadas como prioritarias en la agenda legislativa, para asesorar más directamente a los parlamentarios.
Estas reflexiones inspiraron el funcionamiento de la Biblioteca hasta 1990 y devinieron en modelo para muchas bibliotecas del país y de Latinoamérica.
La gestión de Isidro Suárez fue, desde todo punto de vista, innovadora y, a pesar de encontrarse inmersa en un periodo de inestabilidad social y crisis del sistema democrático, logró un cambio en la cultura del quehacer de la Biblioteca. Su formación y experiencia en un campo disciplinario ajeno a lo jurídico legislativo, le permitió una mirada de conjunto que identificó al personal y a la Biblioteca como elementos coadyuvantes en el cumplimiento de la misión del legislador y a este, como el motor que impulsa y concreta la normativa que sustenta el desarrollo del país.
Invitó a los jefes responsables del funcionamiento de la Biblioteca a pensar en ella como se piensa en un proyecto de vida: conocer y explicarse el porqué de su origen y de su existencia, ahondar en su naturaleza para entender su misión y proyectarse en sus tareas hacia un norte definido, como el servicio y apoyo al desarrollo del país, a través de la acción legislativa.
El aporte más significativo de Isidro Suárez fue la creación de una verdadera mística de servicio en los funcionarios, a quienes motivó, con éxito, a completar o emprender estudios relacionados con el quehacer de la nueva Biblioteca que emergía.
En el corto período de su gestión de casi cinco años, interrumpida por el golpe militar del 11 de septiembre de 1973, Suárez logró concebir y llevar a la práctica importantes iniciativas:
Incremento y diversificación de materias en el Fondo Bibliográfico. Con especial énfasis en contar con material documental y bibliográfico orientado a responder a las necesidades de información y conocimiento sobre todo lo que concierne a la Nación, acerca del acontecer político de los países limítrofes y respecto del pensamiento proyectivo universal, en lo político social y económico.
Con el objeto de mantener actualizadas las colecciones tanto de libros como de revistas nacionales y extranjeras se establecieron contactos con autoridades académicas en las disciplinas de su especialidad, para orientar la adquisición de obras y suscripciones a revistas relevantes en esos campos del conocimiento.
Publicaciones y organización de grupos de trabajo para atención prioritaria al legislador. Se organizó un grupo de trabajo interdisciplinario con el objeto de distribuir a los parlamentarios un Boletín de resúmenes de artículos de revistas académicas o especializadas nacionales o extranjeras sobre materias a tratar en la Agenda Legislativa. También se enriqueció el grupo de Referencias legislativas y de análisis de la Prensa nacional y extranjera con mayor personal, a fin de mantener al parlamentario informado sobre los acontecimientos políticos sociales económicos o culturales que de alguna manera incidieran en los propios acontecimientos del país. Se inició, asimismo, la confección de bibliografías analíticas selectivas sobre materias de la Agenda Legislativa como base de trabajos de Información Documentada.
Estudios preliminares para automatizar procesos bibliotecológicos. Se realizaron visitas a bibliotecas parlamentarias de Inglaterra, Francia y EE. UU. a fin de conocer y estudiar la aplicación de sistemas, programas y recursos.
Finalmente, es destacable la organización de eventos, que permitieron el contacto de los parlamentarios con diferentes representantes de la cultura nacional y latinoamericana, o con especialistas en materias que se proyectaban como esenciales para el desarrollo de país, por ejemplo “El Encuentro entre Escritores Latinoamericanos y Parlamentarios”, el ciclo de Conferencias sobre la necesidad de mirar hacia el Pacífico, la importancia del Litio en el mundo de la salud y la proyección de su explotación en Chile, entre otros.
La efervescencia política del país se hacía sentir en las calles de Santiago y, especialmente, en las sesiones del Senado y de la Cámara de Diputados, en que se discutían acusaciones constitucionales a distintos ministros del Gobierno de la Unidad Popular. El Congreso sesionaba hasta altas horas de la madrugada y, en consecuencia, el personal de la Biblioteca hacía turnos para atender la demanda de información.
El 11 de septiembre de 1973, pasado el mediodía y habiéndose evacuado al poco personal que había llegado esa mañana a cumplir con sus funciones, la Biblioteca cerró las puertas de su Sede Central en el Edificio del Congreso y las del Anexo en la calle Huérfanos. Las reabrió el 19 por unas pocas horas y  Suárez instruyó al personal para que se mantuviera en sus puestos y no se atendiera público. A los pocos días un contingente militar allanó la Sede de calle Huérfanos, registrando todas las dependencias, confiscando gran cantidad de libros y llevándose detenidos al Director, al Jefe de Finanzas, al Jefe de Indización de la Prensa y a varios funcionarios más, quienes fueron llevados al Estadio Nacional, centro deportivo que, por entonces fue utilizado como campo de prisioneros. La influencia de algunos personeros cercanos a las autoridades militares con quienes se tomó contacto, permitieron que fueran liberados después de varios días de cautiverio. Al cabo de un corto tiempo, la dictadura militar exoneró a gran parte del personal, entre ellos, al director Isidro Suárez Fanjul.

#### El periodo de don Jorge Iván Hübner Gallo (1974-1990): Una biblioteca sin parlamento
En 1974, el abogado, exparlamentario y profesor de la Escuela de Derecho de la Universidad de Chile, Jorge Iván Hübner fue nombrado por la Junta Militar de Gobierno como director de la Biblioteca del Congreso Nacional.
La labor del director Hübner consistió, en un principio, en mantener los trabajos que tradicionalmente se habían venido efectuando en la Biblioteca, asumiendo ésta una función de biblioteca pública especializada, ya que el destinatario natural de sus servicios, el Parlamento, reabriría sus puertas dieciséis años más tarde.
Sin embargo, por la calidad de la información y documentación jurídica de la Biblioteca y de sus profesionales de referencias legislativas, la institución orientó su trabajo a asesorar a las comisiones legislativas de la Junta de Gobierno.
Asimismo, la administración, consciente de la riqueza bibliográfica y documental de la Biblioteca, conservó e incrementó las colecciones, así como también se privilegió la publicación de Boletines especializados en temas jurídicos y también de carácter literario.
Cabe destacar que durante la gestión de Jorge Hübner, se inició en la Biblioteca la automatización de los Catálogos y procesos técnicos bibliotecológicos. Hacia el año 1982, la Biblioteca comenzó los primeros estudios para implementar un sistema electrónico automatizado de información jurídica, que luego se amplió a la creación de un Banco de Datos Jurídicos, propiamente ya en 1985, que prestaría un importante apoyo a la tarea de formación de las leyes.
Dicho sistema —que tuvo su origen en una de las Comisiones Legislativas de la Junta de Gobierno— pasó a pertenecer, en 1990, a la Biblioteca del Congreso, en el entendido de que el contenido de la gran Base de Datos era producto del trabajo de los funcionarios especializados de la Biblioteca. A fines de los ochenta, el sistema operaba con cinco bases de datos: textos actualizados; modificaciones; texto original; jurisprudencia administrativa y normas administrativas.
Asimismo, la Biblioteca fue incorporando, a mediados de los ochenta, sus bases de datos bibliográficos a la Red Bibliográfica Nacional RENIB, liderada por la Biblioteca Nacional.
El tratamiento informatizado de los datos legales, permitiría paulatinamente a la Biblioteca del Congreso ir obteniendo controles de calidad de la información, en cuanto a cobertura, oportunidad y exactitud, como asimismo asumir el procesamiento de los textos legales actualizados, al contar con un instrumento moderno, que posibilitó cambiar el proceso manual de composición de dichos textos, por otro en línea.
Respecto de la información sobre historia de la ley, ésta se procesó entre los años 1973 y 1989, en formularios que permitieron conformar el archivo de los antecedentes de su discusión y aprobación.
Por su parte, las colecciones de la Biblioteca se vieron enriquecidas con la adquisición de material bibliográfico publicado en el extranjero por autores chilenos acerca de la realidad del país y de su proceso político, así como con la recopilación de artículos de prensa de publicaciones periódicas de otros países.
También la sección de Libros Raros y Valiosos incorporó a sus catálogos importantes obras de autores chilenos y extranjeros, primeras ediciones, folletos y publicaciones como la primera edición de La Aurora de Chile, el primer periódico publicado en el país en 1812. También se enriquecieron las colecciones especiales con donaciones como la biblioteca especializada en genealogía del historiador Juan Mujica de la Fuente y la biblioteca personal del senador Ezequiel González Madariaga, además de la colección bibliográfica y documental del poeta Diego Dublé Urrutia, entre otros fondos documentales que han enriquecido a la Biblioteca y han permitido el trabajo especializado de investigadores en las más diversas áreas.
Por último cabe destacar algunas de las publicaciones, antes mencionadas, editadas por la propia Biblioteca del Congreso durante la gestión de Jorge Hübner, con distintas frecuencias. A saber: Boletín bibliográfico; Efímeros publicación cultural y bibliográfica; Boletín de legislación nacional; Boletín de documentación en Derecho y Ciencias Sociales; Boletín de Autoridades; Boletín del Fondo de música nacional, entre otros.

### La biblioteca como centro de recursos de información y asesoría para el parlamentario

#### La gestión de Ximena Feliú Cruz (1990-2003)
Durante la dictadura militar, la Biblioteca del Congreso Nacional continuó proveyendo servicios a la comunidad y a las comisiones legislativas de la Junta de Gobierno. Luego de 17 años de inactividad parlamentaria y sin representantes electos, el retorno a la democracia generó modificaciones sustantivas en el quehacer del país y quiebres respecto a la cultura del hacer instalados durante esos 17 años. La Biblioteca inició un profundo cambio que respondía, además, a la nueva situación que vivía el país en el último decenio del siglo XX, reflejo de la innegable influencia que recibía desde el exterior.
La caída del Muro de Berlín marcó simbólicamente el inicio de profundas alteraciones en el mundo. El fin de la polarización ideológica dio paso a reflexiones y debates políticos en todo el orbe, modificando ejes y miradas sobre la sociedad, la democracia y la economía. También las nuevas tecnologías de información y comunicaciones irrumpieron en la mente y en la vida práctica de la ciudadanía y de las naciones, equipándolas de un instrumental cada vez más accesible, masivo y amistoso, pero también más individualista. Todo un desafío, por cierto, aunque no exento de incertidumbre y expectativas no perfiladas del todo.
A esta nueva época se le ha dado el nombre de Sociedad o Era de la Información y, como concepto, se la identifica como uno de los procesos de transformación más acelerados y radicales que haya experimentado la humanidad. En este tránsito, asistimos también a una experiencia nunca vivida anteriormente: lo que ocurre en algún lugar del mundo, es presenciado en tiempo real por personas que se encuentran en otro lugar del mundo. Se evidencia así, la existencia de la llamada “aldea global” anunciada ya por Marshall McLuhan en los años sesenta, aunque bajo un nuevo concepto: la globalización.
El término globalización adquiere una dinámica de big-bang; expansión y contracción de las posibilidades sociales, políticas, económicas y, sobre todo, culturales en el mundo entero, generando interdependencias, desequilibrios y dificultando la decisión de conjugar prosperidad, democracia y ciudadanía.
Al decir de Alain Touraine “Las transformaciones en curso, plantean diversos cuestionamientos a las instituciones democráticas y su funcionamiento en sociedades, donde la información y la imagen juegan un rol central. Este cuestionamiento alcanza al rol de los partidos políticos, la relación entre electores, elegidos y la producción de sentido de la política.”
Chile, en 1990, se enfrentó al desafío de reconstruir la democracia y sus líderes políticos y sociales iniciaron un difícil camino de reencuentro social, luego de un período de aguda polarización. La vuelta a la democracia demandó, entre otros desafíos, el funcionamiento independiente de los tres estamentos del Estado. Sin embargo, las asimetrías en las atribuciones y los desequilibrios de poder entre ellos no garantizarían el balance necesario de sus respectivas autonomías, en pro de la gobernabilidad del país. La modernización del Estado, en ese sentido, se volvió un requerimiento imperioso.
Es en el ámbito del Poder Legislativo donde se emprenden las primeras acciones que llevarán al Parlamento chileno a integrarse al concierto de sus pares en la región y, posteriormente, al de los países desarrollados.
El proceso de modernización del Congreso chileno comenzó con el juramento de los recientemente elegidos representantes, con el inicio de las funciones parlamentarias en marzo de 1990 y, por decisión de sus más altas autoridades, el presidente del Senado, Senador don Gabriel Valdés Subercaseaux y el presidente de la Cámara de Diputados, don José Antonio Viera-Gallo Quesney. Impulsado por ellos, se encauzó un proyecto de modernización financiado por el Banco Mundial. También por decisión de los Presidentes, se estableció que el proyecto priorizara el desarrollo de la Biblioteca del Congreso, bajo la premisa de que «un Parlamento es realmente independiente del resto de los poderes del Estado cuando cuenta con información propia y accede libremente a las fuentes del conocimiento necesarias para el desempeño de su labor representativa, legislativa y fiscalizadora».
Para cumplir con este objetivo, se nombró como directora de la Biblioteca del Congreso Nacional, a Ximena Feliú Silva, bibliotecaria profesional de la Universidad de Chile, con amplia experiencia en el campo académico -tanto en Chile como el extranjero- y en organismos internacionales, además de exfuncionaria de la Biblioteca del Congreso hasta 1974, quien asumió el cargo el 10 de junio de 1990. Cabe resaltar, que se trata de la primera mujer en ejercer esta responsabilidad, así como el cargo de consejera de a Editorial Jurídica. Un signo de los nuevos tiempos.
La Directora Feliú asumió el cargo con el desafío de conducir la Biblioteca hacia la generación de un centro de acopio y difusión del conocimiento relevante para el Congreso Nacional, sustentado en tecnologías, personal capacitado, nuevos servicios y productos, actualización de las colecciones y nuevas formas de gestión. Su misión —inspirada en sus experiencias con el exdirector Isidro Suárez— consistió en lograr insertar a la Biblioteca del Congreso Nacional de Chile, en el concierto de las Bibliotecas Parlamentarias modernas, concebidas como centros de recursos de información orientados al apoyo y asesoría en información y conocimiento, al proceso legislativo y a sus principales actores, los parlamentarios.
El gran desafío que enfrentó, en primer lugar, fue restablecer la naturaleza y función de la Biblioteca parlamentaria en el modelo democrático; la Biblioteca, durante la dictadura militar se había adaptado a la situación política asumiendo un rol de biblioteca pública, proveyendo servicios a la comunidad, a estudiantes e investigadores principalmente en derecho y ciencias sociales. Su presupuesto se vio disminuido, el crecimiento de las colecciones se mantuvo en una menor expresión que períodos anteriores, hubo reducciones de personal, no obstante que anteriormente se había iniciado las primeras etapas de automatización de la base legislativa de datos y los catálogos a través de la participación en la Red Nacional de Información Bibliográfica, RENIB.
La primera fase de la modernización consistió en poner al día la infraestructura tecnológica, capacitando al personal para su operación y adecuando los servicios a las demandas del nuevo usuario parlamentario. Lo más difícil y complejo de esta etapa fue promover y asegurar el cambio cultural que se requería en todos los actores del ámbito legislativo, lo que fue impulsado a través de talleres, charlas, conferencias y seminarios.
En 1992, al igual que ocurriera con don Jorge Ugarte Vial a fines de los años cuarenta, la Directora fue invitada por el Departamento de Estado de los Estados Unidos, para hacer una estadía en la División de Investigación de la Biblioteca del Congreso de Washington, que asesora exclusivamente a los parlamentarios y a visitar diferentes Estados para interiorizarse de la organización del Sistema de Información de los parlamentos estaduales.
La experiencia adquirida se concretó en la formulación de una segunda etapa modernizadora, dentro del marco de un Plan Estratégico, que permitió renovar y aumentar el equipamiento tecnológico, otorgar mayor presupuesto al área informática, firmar contratos con empresas externas para mantención de la capacidad instalada y desde el punto de vista administrativo, diseñar por primera vez, variables e indicadores para evaluar el desempeño y la eficacia de los servicios. De esta manera, se pudo aportar a los parlamentarios nuevos servicios y productos diseñados de acuerdo a las materias en discusión en el Senado y en la Cámara de Diputados. La nueva Ley Orgánica del Congreso Nacional, que incluyó la reorganización de la estructura administrativa de la Biblioteca, permitió avanzar en la profesionalización del personal y contar con especialistas en el campo de a Computación e Informática y de la asesoría legislativa. Asimismo, la instalación de la Biblioteca en la nueva sede en Valparaíso, permitió una relación más personalizada y eficaz con los parlamentarios. La Directora Feliú durante este período además reincorporó funcionarios exonerados y exiliados durante la dictadura militar, y contrató profesionales competentes y motivados para formar los equipos de trabajo que colaborarían en este proceso de modernización.
El Proyecto de Modernización y su implementación, finalizó en 1997. Un año después, cuando el entonces Presidente de la República, Eduardo Frei Ruiz-Tagle, creó el Comité Interministerial de Modernización del Estado.
A contar de 1998 se impulsaron fuertemente los proyectos tecnológicos de alto impacto para la misión institucional: el Sistema de Administración y Finanzas, el Sistema de Archivos de Prensa y el Mejoramiento de la Red de Comunicaciones del Congreso. Estos Sistemas, se sumaron a los ya instalados Sistemas de Información Bibliográfico y el Sistema Jurídico y Legislativo, constituyendo así un gran centro de recursos de información accesible a través del sitio Web de la Biblioteca, el que fue —dicho sea de paso— uno de los primeros sitios del sector público chileno que apareció en Internet. Una medida de su impacto y utilidad puede apreciarse en las 3300 visitas promedio de usuarios y en las 24 000 impresiones de páginas al día registradas en octubre de 2001.
Asimismo, importantes pasos en la provisión de servicios y productos de información a los parlamentarios fueron la creación de servicios como Estudios y Publicaciones, la Unidad de Apoyo al Proceso Legislativo, el servicio de Asistente Legislativo, atendido por referencistas virtuales, accesible vía Internet, y el Sistema Integrado de Información Territorial, SIIT, el cual permite medir los impactos que genera en su región la actividad de los parlamentarios y la del Gobierno en general, en un horizonte temporal determinado y a través de mapas temáticos.

#### La gestión de Soledad Ferreiro Serrano (2003-2012)
En marzo de 2003, durante la presidencia en el Senado de Andrés Zaldívar y de la Cámara de Diputados de Adriana Muñoz D’Albora, Feliú entregó la dirección a la bibliotecaria Soledad Ferreiro Serrano, quien llegó al cargo a través de concurso público.
En 2004 la dirección logró la aprobación por parte de la Comisión de Biblioteca de la nueva visión-misión de la institución, que permitió fortalecer la función parlamentaria; estrechar la relación Congreso-ciudadanía; agilizar la gestión y resguardar la memoria política legislativa. Durante el 2005, se dio inicio a un proyecto de modernización (BCN Innova) financiado por el Banco Interamericano de Desarrollo (BID) para innovar en servicios, tecnología y capacitación.
Durante el año 2006 se inició la fase de construcción de Legis II , la nueva versión de la base de datos de la legislación chilena actualizada, que permite tener un acceso fácil y rápido a toda la normativa legal chilena, además de Ley Fácil, que mediante pódcast resuelve preguntas frecuentes sobre las principales leyes en un lenguaje sencillo, incorporando secciones en mapudungún y en formato para personas con discapacidad visual. Se entregó un servicio de blog orientado a los Adultos Mayores y se habilitaron las redes sociales de BCN.
En 2008 se inició el Programa Memoria Política del Congreso Nacional, el que en 2009 pasó a llamarse Historia Política Legislativa, el que a través de entrevistas a ex parlamentarios resguarda sus discursos, actos, rol de éstos en el Congreso Nacional. Para el Bicentenario del Congreso Nacional, en 2011, lanzó en un portal de Internet propio con material alusivo a la conmemoración de los 200 años de la apertura de la Cámara de Diputados.
En 2007 uno de los logros destacados fue la reestructuración física de la biblioteca en su sede en el Congreso Nacional de Valparaíso. Asimismo, se concretó la compra del Edificio Huneeus, ubicado frente al edificio del Congreso en Santiago por calle Catedral 1155, de 5000 m² edificados, que albergará la futura Biblioteca Ciudadana. En marzo de 2012, se lanzó un concurso para arquitectos con el fin de diseñar la remodelación del inmueble.
En 2011 la Biblioteca inició su trabajo en web semántica para convertirse en una "biblioteca semántica", liberando el portal de Open Linked Data, un portal que utiliza tecnologías de web semántica para entregar información legislativa. Y con base en estas tecnologías se iniciaron los proyectos de Historia de la Ley y Labor Parlamentaria.